# WorldView-1
| Organização         | DigitalGlobe                                          |
| Estado              | Ativo                                                 |
| Data do lançamento  | 12 de março de 1985 às 18:35:00 UTC                   |
| Lançado por         | Delta                                                 |
| Local do lançamento | Base da Força Aérea de Vandenberg, CA, Estados Unidos |
| Vida útil           | 7,25 anos                                             |
| Finalidade          | Observação da Terra                                   |
| Massa               | 2.500 kg                                              |
| Semieixo Maior      | 0.000 km                                              |
| Excentricidade      | 0.0                                                   |
| Apogeu              | 495.0 km                                              |
| Perigeu             | 493.0 km                                              |
| Inclinação          | 97.5º                                                 |
| Período Orbital     | 94.5 minutos                                          |
| NSSDC ID            | 2007-041A                                             |

O WorldView-1 é um satélite estadunidense de observação da Terra e é de propriedade da empresa DigitalGlobe. Ele foi lançado em 18 de setembro de 2007 da Base da Força Aérea de Vandenberg, Estados Unidos, seguido mais tarde pelo WorldView-2 em 2009. As Primeiras imagens do WorldView-1 estavam disponíveis em outubro de 2007, antes dos seis anos de aniversário do lançamento do QuickBird, satélite anterior da DigitalGlobe. O WorldView-1 foi parcialmente financiado através de um acordo com a Agência Nacional de Inteligência Geoespacial dos Estados Unidos(NGA). Algumas das imagens capturadas por WorldView-1 para o NRA não está disponível para o público em geral.

## Ligações Externas
- Website Oficial
- DigitalGlobe Successfully Launches WorldView-1
- The DigitalGlobe Constellation